# Charles Loiseau-Pinson
Pour les articles homonymes, voir Loiseau et Pinson (homonymie).
Charles Martin Loiseau-Pinson, né le 2 mars 1815 à Trôo (Loir-et-Cher) et mort le 27 mai 1876 à Paris, est un ouvrier teinturier et entrepreneur français. Durant la Commune de Paris, il est du parti des conciliateurs.

## Biographie
Né à Trôo dans une famille pauvre, il s'installe à Paris en 1834 où il travaille comme teinturier. En décembre 1839, il fonda une maison de commerce qu'il dirigea jusqu'à la fin de ses jours. Membre du Comité démocratique du 5e arrondissement de Paris, il est élu sous-lieutenant de la Garde nationale en 1848, poste dont il démissionne après le 13 juin 1849.
Sous l'Empire, il devint membre du conseil municipal de Lilas. Après avoir proclamé la République, il est élu le 7 novembre, au premier tour, adjoint au maire du 2e arrondissement de Paris avec 4 587 voix sur 8 580 électeurs. Le 26 mars 1871, il est élu avec 6 932 voix, dans le même arrondissement, au conseil de la commune et fait partie de la Commission du travail et des échanges. Avec une dizaine d'autres élus, il a démissionné le 29 mars pour adhérer à l'Union républicaine des droits de Paris, formée par des conciliateurs, ceux qui recherchaient un accord impossible entre la municipalité et le gouvernement de Thiers.
Il se retire à Bessé où il est arrêté par les Versaillais à la chute de la commune puis libéré en quelques jours. Élu le 23 juillet comme conseiller municipal à Paris, il était l'un des signataires d'un rapport sur la situation du commerce et de l'industrie à Paris adressé au conseil municipal, qui recommandait la fin de l'état de siège et l'amnistie des communards condamnés par la cour martiale de Versailles.

### Notices biographiques
- Bernard Noël, Dictionnaire de la Commune, Coaraze, L'Amourier éditions, coll. « Bio », avril 2021 (1re éd. 1971), 799 p. (ISBN 978-2-36418-060-4, ISSN 2259-6976, présentation en ligne), p. 500-501
- « Notice Loiseau-Pinson Charles, Martin », sur maitron.fr, Le Maitron, dictionnaire bibliographique du mouvement ouvrier et du mouvement social, Association Les Amis du Maitron (consulté le 9 août 2021)